# Echter Papyrus
Der Echte Papyrus (Cyperus papyrus) ist eine Pflanzenart aus der Gattung der Zypergräser (Cyperus) in der Familie der Sauergrasgewächse (Cyperaceae). Pflanzenteile dieser Art wurden im Altertum als Rohstoff für die Herstellung von Papyrus und von Schilfbooten verwendet.

## Beschreibung
Der Echte Papyrus ist eine ausdauernde, krautige Pflanze, die Rhizome ausbildet. Der Halm ist gerundet-dreikantig und erreicht Wuchshöhen zwischen 300 und 500 Zentimeter. Er besitzt an der Basis einen Durchmesser von 15 bis 45 Millimeter und ist kahl. Die Blätter sind spreitenlos.

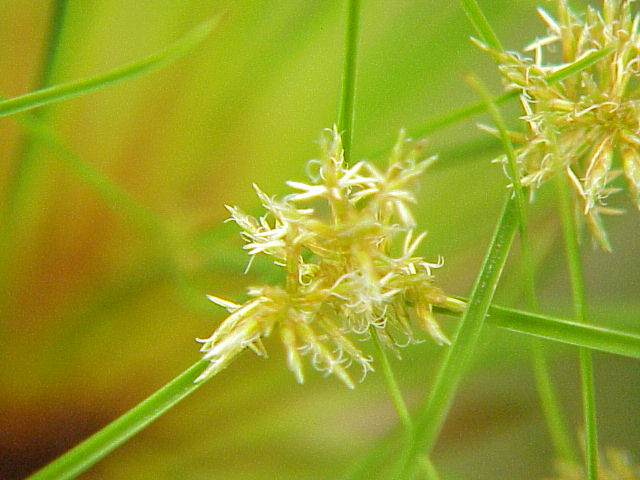
Blüten

Der Gesamtblütenstand ähnelt einer Doppeldolde, wobei die 40 bis 100 Strahlen erster Ordnung 10 bis 30 Zentimeter lang sind und hängend bis bogig sind, die Strahlen zweiter Ordnung sind 8 bis 20 Zentimeter lang. Es gibt vier bis zehn aufrecht stehende Hochblätter erster Ordnung, die V-förmig gekielt, 3 bis 8 Zentimeter lang und zwischen 4 und 15 Millimeter breit sind. Die zwei bis fünf Tragblätter zweiter Ordnung sind 1,5 bis 16 Zentimeter lang (im Mittel 4 Zentimeter). Die Teilblütenstände sind zylindrische Ähren von 10 bis 20 mm Länge und 6 bis 10 mm Breite.
Die 6 bis 30 Ährchen pro Ähre sind leicht zusammengepresst und linealisch oder mehr oder weniger vierkantig. Sie sind zwischen 6 und 10 Millimeter breit und haben einen Durchmesser von 0,8 bis 1 Millimeter. Die Ährchenachsen (Rhachillae) zerfallen zur Reife nicht, sie teilen sich lateral und sind 0,3 bis 0,4 Millimeter breit geflügelt. Die 6 bis 16 Blütenschuppen pro Ährchen sind rötlich mit einem fünfrippigen, grünen Mittelteil, an den Rändern weiß bis durchsichtig. Ihre Form ist oval bis elliptisch, sie sind 1,8 bis 2,2 mm lang und 1,2 bis 1,5 mm breit. Die Spitze ist zugespitzt bis abgestumpft.
Die Einzelblüten tragen 0,1 bis 1 Millimeter lange Staubbeutel, diese tragen ein rötliches pfriemliches Anhängsel mit borstiger Spitze, das zwischen 0,2 und 0,5 Millimeter lang ist. Der Griffel ist 0,2 bis 0,4 Millimeter lang.
Die Nussfrüchte sind matt braun, sitzend, länglich und zwischen 0,8 und 1 Millimeter lang sowie etwa 0,4 Millimeter breit. Sie besitzen eine körnige Oberfläche.
Die Chromosomenzahl beträgt 2n = etwa 100.

## Verbreitung

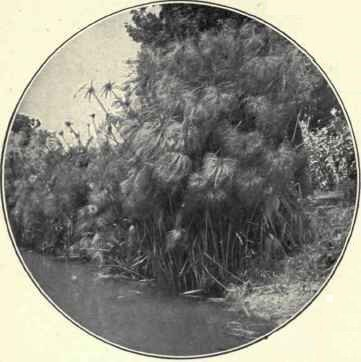
Echter Papyrus (Cyperus papyrus) am Ufer des Anapo auf Sizilien – Fotografie von John Lawson Stoddard (1901)

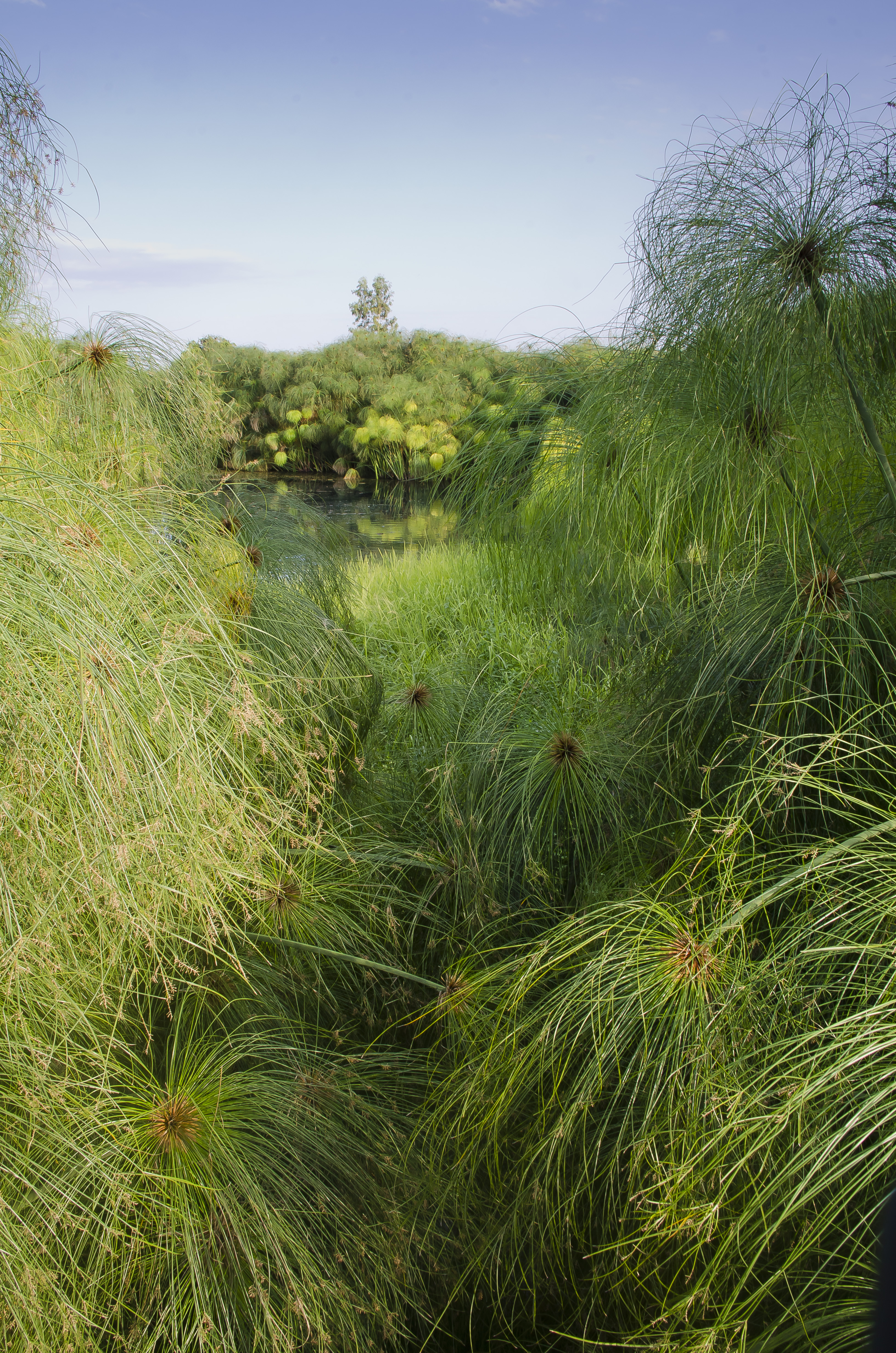
Vorkommen am Fiume Ciane bei Syrakus

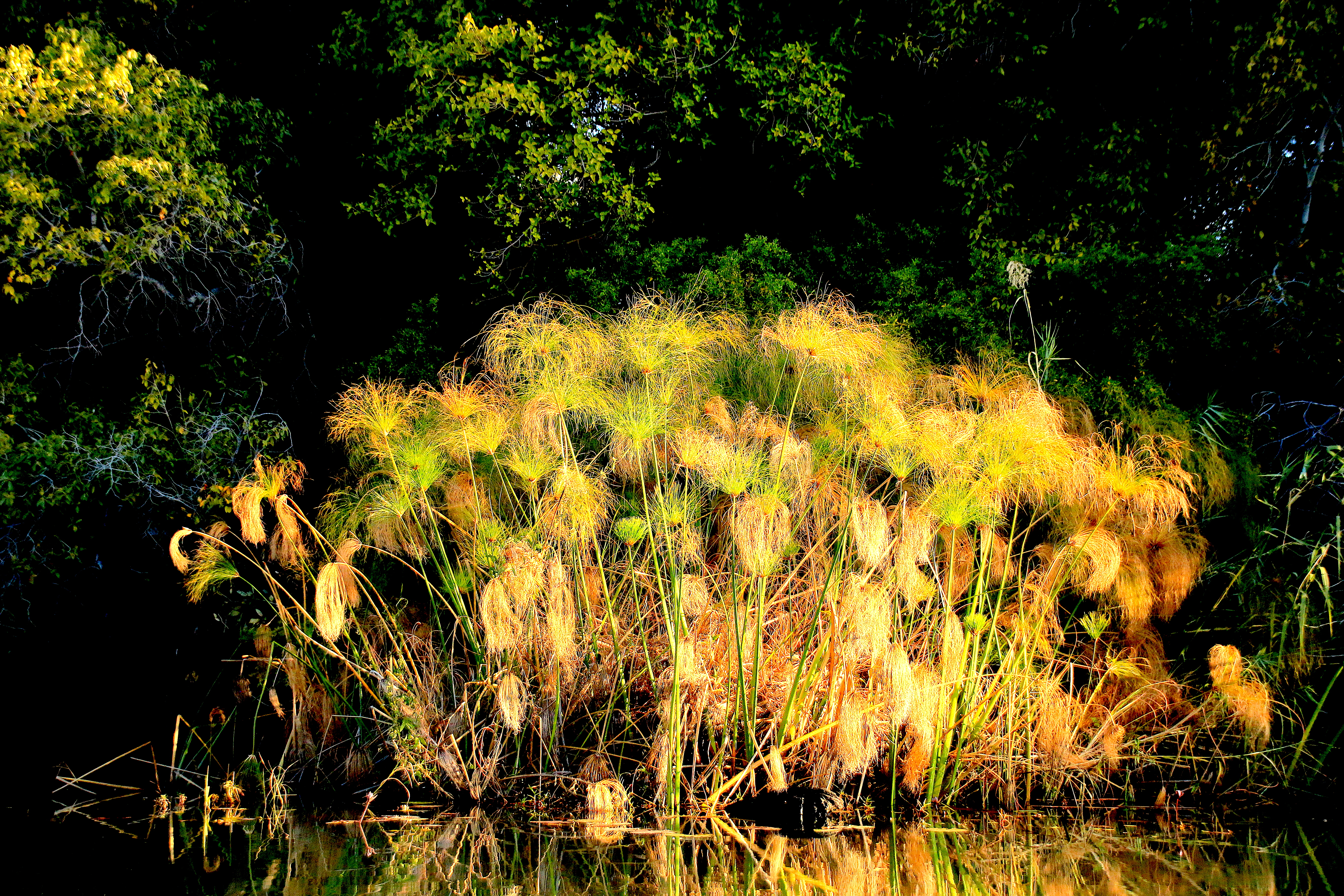
Papyrus am Okavango bei Shakawe

Der Echte Papyrus gedeiht an Flussufern und auf Marschen. Ursprünglich war die Art in Südeuropa, Südwestasien und Afrika verbreitet, heute insbesondere im Sudd am weißen Nil und im Okavangodelta. In Europa gibt es nur wenige natürliche Vorkommen in der Umgebung von Syrakus auf Sizilien (Anapo, Fiumefreddo di Sicilia).
Größere neophytische Vorkommen finden sich in Florida in den Vereinigten Staaten und in Mittelamerika.

## Systematik
Es werden folgende Unterarten unterschieden:
- Cyperus papyrus subsp. madagascariensis (Willd.) Kük.: Sie kommt in Tansania, Madagaskar, Mauritius und Réunion vor.[2]
- Cyperus papyrus subsp. nyassicus (Chiov.) Kük.: Sie kommt in Malawi und im südlichen Afrika vor.[2]
- Cyperus papyrus subsp. papyrus: Sie kommt von Ägypten bis zum tropischen und südlichen Afrika und auch auf Sizilien vor.[2]
- Cyperus papyrus subsp. zairensis (Chiov.) Kük.: Sie kommt von der Republik Kongo und der Demokratischen Republik Kongo bis Angola vor.[2]

## Ökologische Bedeutung

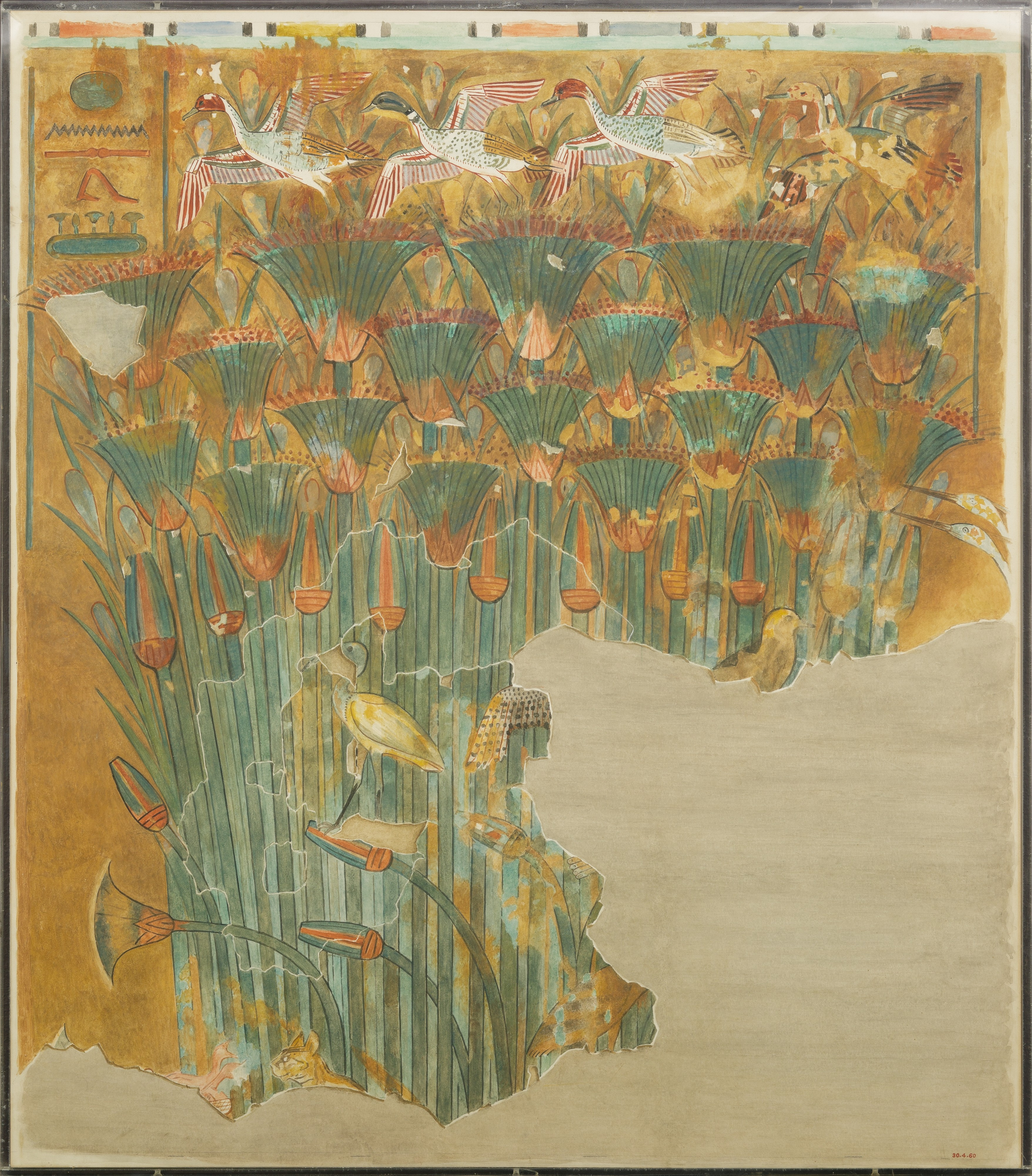
Papyrusdickicht, Fresko im Grab des Kenamun in Theben (Scheich Abd el-Qurna), TT93

Papyrusdickichte verringern den Wasserabfluss und wirken so als Schwamm. Die Pflanzen bieten einer reichen Tierwelt, besonders Insekten, eine Heimat. Theophrast berichtet, dass Papyrus im Nil schwimmende Inseln bildete, auf denen man Wildschweine jagte. Auch Grabmalereien zeigen die reiche Tierwelt im Papyrusdickicht, zum Beispiel im Grab des Kenamun (TT 93) in Theben aus der 18. Dynastie.

## Nutzung

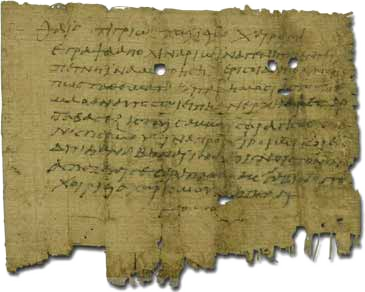
Papyrus des 2. Jh.s aus der Sammlung der Oxyrhynchus Papyri

In Ägypten diente Papyrus als Nahrungsmittel. Im alten Ägypten wurden vermutlich bereits seit dem 3. Jahrtausend v. Chr. Papyri als Beschreibstoff hergestellt. Dazu wurde das Mark des Stängels in Streifen geschnitten, kreuzweise aufeinander gelegt und gepresst. Der austretende Klebsaft verbindet die Markstreifen. Andere Studien deuten jedoch darauf hin, dass der Papyrus selbst keine Stärke enthielt und diese hinzugefügt wurde. Plinius der Ältere (Naturalis historia xvii, 74–82) beschreibt die Herstellung ausführlich. Er glaubte, dass das lehmige Nilwasser als Klebstoff funktionierte.
Während der Ptolemäerzeit stand die Herstellung von Papyrus wahrscheinlich unter königlichem Monopol. Das Wort „Papier“ ist von Papyrus abgeleitet. Auch in Abbasidischer Zeit wurde in Ägypten große Mengen von Papyrus hergestellt. Auf Sizilien diente Papyrus bis ins 11. Jahrhundert als Schreibmaterial.
Im alten Ägypten wurden Boote aus Papyrusstengeln gebaut. Prädynastische Keramik zeigt vielleicht Papyrusboote. Basreliefs aus der 4. Dynastie zeigen Männer, die Papyrusstauden zum Bau von Schilfbooten schneiden. Auch Theophrast berichtet über Papyrusboote (Historia Plantarum 4.8.4). Am Tanasee in Äthiopien werden auch heute Boote aus Papyrus hergestellt.
Papyrusbast diente als Rohmaterial für Seile, Körbe, Segel und Matten. Die Seilherstellung ist seit dem mittleren Reich archäologisch belegt.
Die Papyruspflanze wurde auch in der Heilkunde eingesetzt und im Mittelalter (wohl wie auch andere Pflanzen mit „papier“-artigen Blüten) auch als Filago, cartafilago sowie bappirus und „Wundkraut“ bezeichnet.
Als Gartenpflanze ist Papyrus in Mitteleuropa nicht winterhart. Die Vermehrung erfolgt über Samen oder durch Wurzelteilung. Die Wurzeln dürfen nicht dauerhaft austrocknen.